# Alte Bürgermeisterei Sulingen

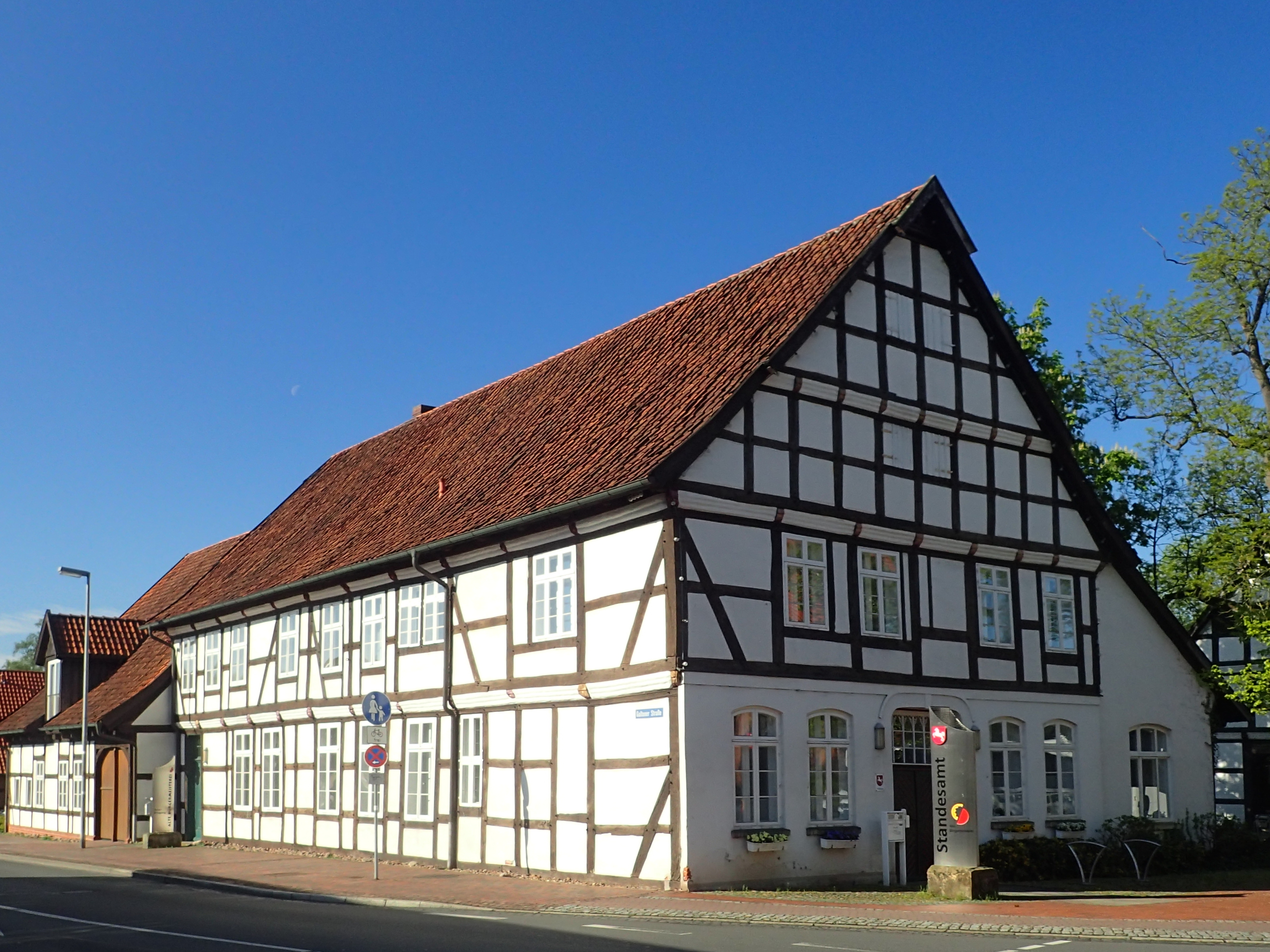
Sulingen Ackerbürgerhaus ehem. Windelsche Haus von 1733

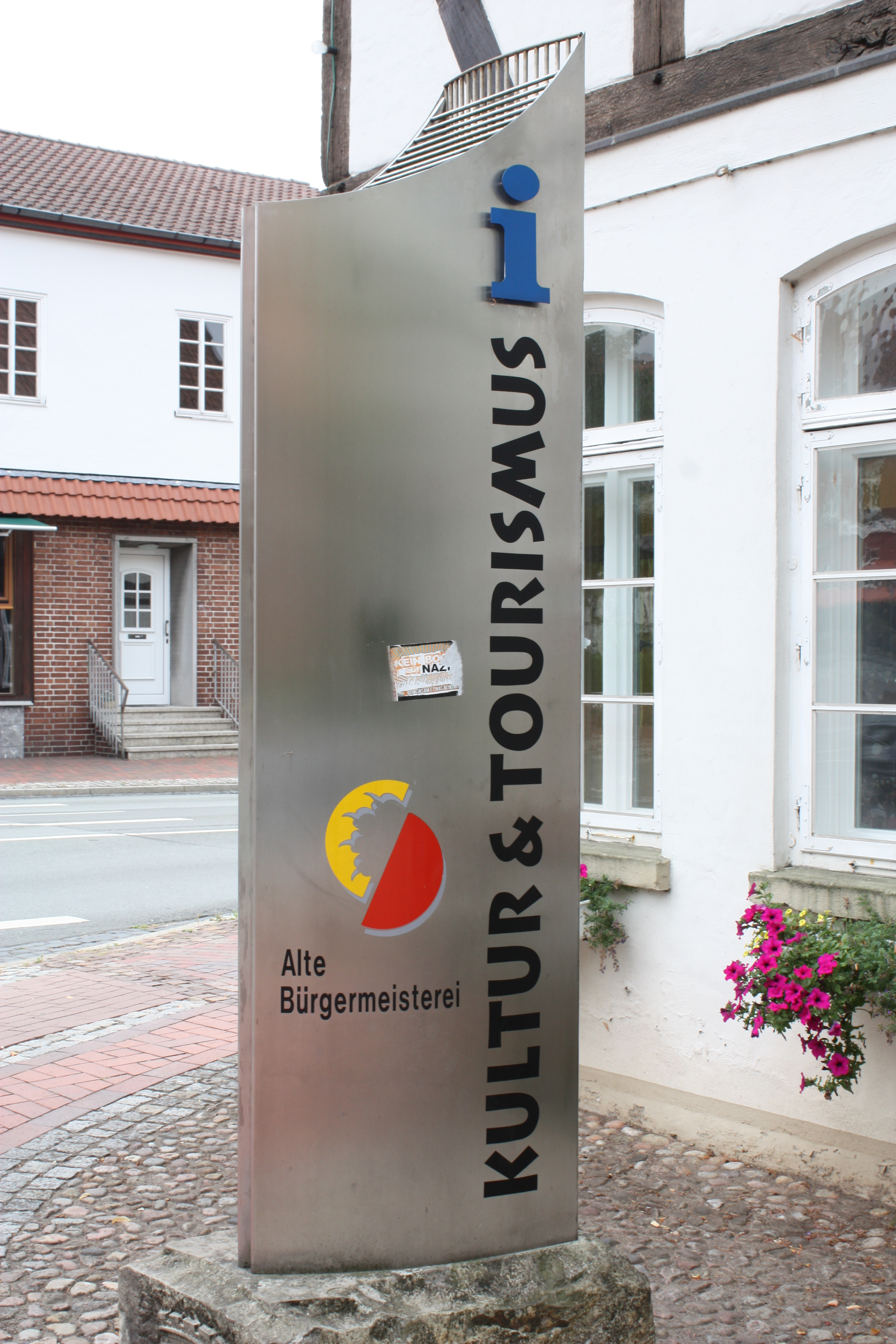
Hinweisschild vor dem Gebäude

Die ehemalige Alte Bürgermeisterei Sulingen in Sulingen im Landkreis Diepholz, Langestraße 65, steht unter Denkmalschutz.

## Geschichte
Gegenüber der Nicolaikirche und neben der Alten Superintendentur Sulingen (heute Bürgerhaus) entstand nach dem großen Stadtbrand von 1721 zur Zeit des Barocks 1753 das zweigeschossige Fachwerkhaus mit Satteldach und zwei kleineren Auskragungen an der Giebelseite. In diesem Gebäude befand sich von 1847 bis 1913 das Wohnhaus des Bürgermeisters Windels, der hier fast alle Bürgermeisterarbeiten erledigte. Das Gebäude diente über viele Jahrzehnte als Linnenlegge (Leinenprüf- und -sammelstelle) des Königreichs Hannovers und wurde als Anwaltskanzlei genutzt.
2001 erwarb die Stadt Sulingen das Gebäude und ließ es bis Januar 2004 sanieren. Heute sind in der Alten Bürgermeisterei die Tourismus-Information, das Standesamt, die Stadtentwicklungsgesellschaft, das Büro des Kulturvereins, der Bürgermeistersaal für kulturelle Veranstaltungen sowie Ausstellungsräume des Heimatmuseums im Obergeschoss.